# Aquarius/Let the Sunshine In
"Medley: Aquarius/Let the Sunshine In (The Flesh Failures)", normaal gesproken ook wel "Aquarius/Let the Sunshine In", "The Age of Aquarius"  of "Let the Sunshine In" genoemd, is een medley van twee nummers uit de musical Hair uit 1967. De tekst is geschreven door James Rado en Gerome Ragni, terwijl Galt MacDermot de muziek schreef. Het is voor het eerst opgenomen door de Amerikaanse groep The 5th Dimension, die het uitbrachten op hun album The Age of Aquarius uit 1969. In februari van dat jaar werd het nummer eerst in de VS en Canada uitgebracht als de eerste single van het album. In maart volgden Europa, Australië en Nieuw-Zeeland en in mei Japan.

## Achtergrond
"Aquarius/Let the Sunshine In" werd geproduceerd door Bones Howe, die eerder had gewerkt met onder meer The Mamas and the Papas en Elvis Presley. The 5th Dimension-zanger Billy Davis jr. liet ooit zijn portemonnee liggen in een taxi in New York; de man die de portemonnee vond werkte mee aan de productie van Hair en nodigde de groep uit om een voorstelling bij te wonen. Howe vertelde hierover: "Nadat zij het hadden gezien, kreeg ik een telefoontje waar zij allemaal door elkaar heen zeiden, 'We moeten "Aquarius" opnemen, het is het beste dat ooit gemaakt is.'" Howe was oorspronkelijk skeptisch over dit idee, aangezien het geen compleet nummer was, maar slechts een introductie (het was ook het eerste nummer uit de musical). Nadat hij zelf de show zag, kreeg hij het idee om een medley te maken met een van de andere nummers. Hij gebruikte een aantal regels uit "The Flesh Failures" die enkel bestonden uit de woorden "let the sunshine in". De twee nummers zijn verschillend in toonsoort en tempo, maar sluiten toch naadloos op elkaar aan.
De instrumentale track van "Aquarius/Let the Sunshine In" werd opgenomen in Los Angeles met enkele leden van The Wrecking Crew: Hal Blaine op drums, Joe Osborn op basgitaar, Larry Knechtel op de toetsen, en Tommy Tedesco en Dennis Budimir op gitaar. De vocalen werden echter in Las Vegas opgenomen, waar The 5th Dimension op dat moment optrad, met slechts twee microfoons voor de vijf zangers. De solo van Davis tijdens "Let the Sunshine In" werd tijdens de sessie geïmproviseerd.
"Aquarius/Let the Sunshine In" werd een wereldwijde hit. Zowel in Canada als in de Amerikaanse Billboard Hot 100 werd het een nummer 1-hit. In de Verenigde Staten stond het zes weken op de eerste plaats en staat het op plaats 66 in de lijst met grootste hits ooit in het land. Ook in Australië, Duitsland, Nieuw-Zeeland, Zuid-Afrika, Zweden en Zwitserland werd de top 10 werd bereikt. 
In Nederland kwam de plaat respectievelijk tot de 12e en 14e positie in de Nederlandse Top 40 op Radio Veronica en de Hilversum 3 Top 30 op de publieke popzender Hilversum 3. 
In België bereikte de plaat de 23e positie in de voorloper van de Waalse Ultratop 50. In de voorloper van de Vlaamse Ultratop 50 werd géén notering behaald.
De groep ontving in 1970 twee Grammy Awards voor de opname in de categorieën Record of the Year en Best Contemporary Vocal Performance by a Group.
De tekst van "Aquarius/Let the Sunshine In" is gebaseerd op het astrologische begrip van het Watermantijdperk. Dit zou een tijd van liefde, licht en menselijkheid moeten zijn, in tegenstelling tot het huidige Vissentijdperk. Volgens de tekst gebeurt dit wanneer "de maan in het zevende huis staat, en Jupiter op een lijn staat met Mars". Op dat moment dacht men dat deze overgang aan het eind van de twintigste eeuw zou plaatsvinden.

## Andere uitvoeringen
"Aquarius/Let the Sunshine In" is onder meer door de volgende artiesten gecoverd
- Isabelle Antena
- Army of Lovers
- Brian Auger met Julie Driscoll
- Cilla Black
- The Spencer Davis Group
- Disco Spectacular (met zang van Evelyn 'Champagne' King en voormalig Hair-actrice Vicki Sue Robinson)
- Ronnie Dyson (in de originele versie van Hair)
- Edurne
- De cast van The 40 Year Old Virgin
- Engelbert Humperdinck
- Jeronimo
- Paul Jones
- Lightspeed Champion
- Marianne Mendt
- Marva Hodge & The Moody Sec in 1969 als Let the sun shine in
- Milk & Sugar (als "Let the Sun Shine") werd in 2004 Dancesmash op Radio 538
- The Osmonds
- Party Animals (als "Aquarius")
- Les Poppys
- Diana Ross
- George Shearing
- Ray Stevens
- Donna Summer (in de Duitse versie van Hair)
- The Undisputed Truth
- The Ventures
- Raquel Welch
- Andy Williams
- Ren Woods (in de filmversie van Hair)
- Zen
- Hans Zimmer (voor de film Bird on a Wire)

## Hitnoteringen

### Nederlandse Top 40
| Hitnotering: 10-05-1969 t/m 21-06-1969 | Hitnotering: 10-05-1969 t/m 21-06-1969 | Hitnotering: 10-05-1969 t/m 21-06-1969 | Hitnotering: 10-05-1969 t/m 21-06-1969 | Hitnotering: 10-05-1969 t/m 21-06-1969 | Hitnotering: 10-05-1969 t/m 21-06-1969 | Hitnotering: 10-05-1969 t/m 21-06-1969 | Hitnotering: 10-05-1969 t/m 21-06-1969 | Hitnotering: 10-05-1969 t/m 21-06-1969 |
| Week                                   | 1                                      | 2                                      | 3                                      | 4                                      | 5                                      | 6                                      | 7                                      |                                        |
| -------------------------------------- | -------------------------------------- | -------------------------------------- | -------------------------------------- | -------------------------------------- | -------------------------------------- | -------------------------------------- | -------------------------------------- | -------------------------------------- |
| Positie                                | 40                                     | 21                                     | 17                                     | 13                                     | 12                                     | 23                                     | 27                                     | uit                                    |

### Hilversum 3 Top 30
| Hitnotering: 17-05-1969 t/m 21-06-1969 | Hitnotering: 17-05-1969 t/m 21-06-1969 | Hitnotering: 17-05-1969 t/m 21-06-1969 | Hitnotering: 17-05-1969 t/m 21-06-1969 | Hitnotering: 17-05-1969 t/m 21-06-1969 | Hitnotering: 17-05-1969 t/m 21-06-1969 | Hitnotering: 17-05-1969 t/m 21-06-1969 | Hitnotering: 17-05-1969 t/m 21-06-1969 |
| Week                                   | 1                                      | 2                                      | 3                                      | 4                                      | 5                                      | 6                                      |                                        |
| -------------------------------------- | -------------------------------------- | -------------------------------------- | -------------------------------------- | -------------------------------------- | -------------------------------------- | -------------------------------------- | -------------------------------------- |
| Positie                                | 17                                     | 16                                     | 16                                     | 14                                     | 21                                     | 30                                     | uit                                    |

### NPO Radio 2 Top 2000
| Nummer met noteringen in de NPO Radio 2 Top 2000 | '99 | '00 | '01 | '02 | '03 | '04 | '05 | '06 | '07 | '08 | '09 | '10  | '11 | '12  | '13  | '14  | '15  |
| ------------------------------------------------ | --- | --- | --- | --- | --- | --- | --- | --- | --- | --- | --- | ---- | --- | ---- | ---- | ---- | ---- |
| Aquarius/Let the Sunshine In                     | 406 | 507 | 437 | 396 | 512 | 361 | 359 | 484 | 290 | 369 | 429 | 1095 | 452 | 1151 | 1288 | 1430 | 1644 |

1. ↑  Een vetgedrukt getal geeft de hoogste notering aan.
2. ↑  Deze tabel is bijgewerkt tot en met de laatste editie (2024).